# Ivo Žajdela
Ivo Žajdela, slovenski zgodovinar in publicist, * 16. april 1960, Sveti Jurij ob Ščavnici.

## Življenje in delo
Po diplomi iz zgodovine in geografije na mariborski PEF (1983) se je ukvarjal s  knjižničarstvom in novinarstvom. V časopisih Delo, Mladina in drugih, ter izseljenskih listih je koncem 80-tih let 20. stoletja pisal članke o povojnih pobojih domobrancev in nekaterih t. i. »tabu temah«. Bil je med ustanovitelji nekaterih novih listov v Sloveniji (Demokracija, Slovenec, ki je izhajal v letih 1991−1996, in drugih). Uveljavil se je z raziskovanjem povojnih sodnih procesov in izvensodnih pobojev ter drugih oblik represije ter raziskovanjem žrtev revolucije NOB.